# Charles Rochat
Pour les articles homonymes, voir Rochat.
Charles Antoine Rochat, né le 1er juin 1892 à Chambéry et mort le 31 mars 1975 à Annecy, est un diplomate, directeur de cabinet de plusieurs ministres, ambassadeur et homme politique français.

## Biographie
Il est Secrétaire général aux Affaires étrangères du 3 janvier 1942 au 20 août 1944 dans les gouvernements Darlan et Laval.
Il figure sur la liste d'épuration demandée par les Allemands en décembre 1943. Pourtant, il demeure au gouvernement jusqu'à l'exil en Allemagne. À Sigmaringen, il est logé dans les appartements d'honneur auprès de Pierre Laval. Avec ce dernier et quelques fidèles comme Maurice Gabolde, il fuit vers la Suisse avec l'aide du diplomate helvétique  Walter Stucki et il est d'ailleurs le seul à pouvoir y rester. Il y retrouve à cette occasion Jean Jardin, ancien chef de cabinet de Pierre Laval, que ce dernier avait nommé son représentant à Berne en 1944. Il a reçu la Francisque.
Le 18 juillet 1946, la Haute Cour le condamne à mort par contumace ; elle concède cependant qu'il chercha à éviter des atteintes contre les personnes et qu'il ne fit rien pour nuire à des fonctionnaires appartenant à la Résistance. Antérieurement il avait témoigné par lettre à la demande du président du procès du maréchal Pétain, racontant comment ce dernier avait approuvé la phrase célèbre mais tronquée de son contexte de Laval « Je souhaite la victoire de l'Allemagne », que lui-même, Rochat, estimait inacceptable ».
En mars 1955, de retour en France où il s'est constitué prisonnier, il est condamné à cinq ans de dégradation nationale, dont il est immédiatement relevé.
Charles Rochat est mort le 31 mars 1975 à Annecy.

## Distinctions
- Ordre de la Francisque